# Falsomordellistena eocenica
Falsomordellistena eocenica es una especie de coleóptero de la familia Mordellidae.

## Distribución geográfica
Habita en Amber.